# 利特爾約克 (伊利諾伊州)
利特爾約克（英語：Little York）是位於美國伊利諾伊州沃倫縣的一個村落。

## 地理
利特爾約克的座標為41°00′38″N 90°44′49″W / 41.01056°N 90.74694°W，而該地最高點為海拔高度187米（即614英尺）。

## 人口
根據2010年美國人口普查的數據，利特爾約克的面積為0.66平方千米，當中陸地面積為0.66平方千米，而水域面積為0.00平方千米。當地共有人口331人，而人口密度為每平方千米501人。